# Jakob Malsch

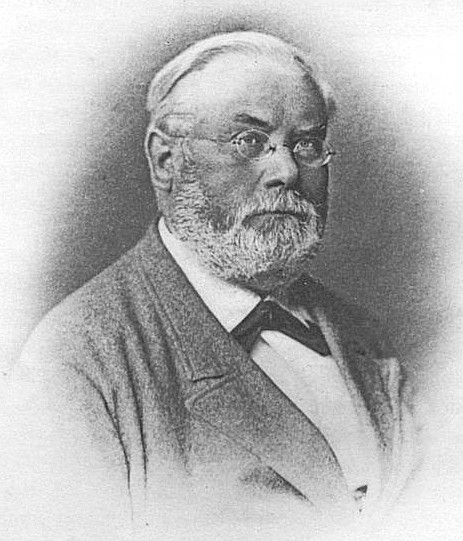
Jakob Malsch

Jakob Malsch (* 19. Januar 1809 in Karlsruhe; † 12. Dezember 1896 ebenda) war Oberbürgermeister der Stadt Karlsruhe.
Malsch absolvierte eine Ausbildung zum Buchdrucker und gründete 1839 die Druckerei Malsch und Vogel in Karlsruhe. Ab 1847 gehörte er dem Bürgerausschuss an. Im Jahr 1848 wurde er Mitglied der Zweiten Kammer der Badischen Ständeversammlung, der er bis 1853 angehörte. Außerdem war er seit dem 4. Juli 1848 bis zum 30. Juni 1870 Oberbürgermeister der Stadt Karlsruhe. Nach seiner zweiundzwanzigjährigen Amtszeit war er von 1871 bis 1881 Stadtverordneter. Von 1869 bis 1878 war er Mitglied der Ersten Kammer des badischen Landtags und von 1877 bis 1883 war er Mitglied des Vorstands der altkatholischen Kirche in Karlsruhe.
Während seiner Amtszeit wurden in Karlsruhe Wasserleitungen eingeführt. An diese Umstand erinnerte der Malsch-Brunnen von Karl Friedrich Moest, Heinrich Lang und Otto Warth, bis er 1963 abgerissen wurde.